# Розалии (род жуков)
Розалии (лат. Rosalia) — род жуков-усачей из подсемейства настоящих усачей.

## Описание
Среднего размера жуки. Голова относительно большая. Щёки длинные. Лоб поперечный. Верхние челюсти расположены горизонтальные. Усики щетинковидные, у самцов длиннее, чем у самок. Средний членик усиков с чёрными волосяными щетинками. Переднеспинка поперечная, с закругленными боками, которые имеют зачаточный бугорок. По бокам имеется по одному сильно вытянутому шиповидному бугорку. Переднеспинка с острым бугорочком на боках диска. Надкрылья плоские или почти плоские, главным образом длинные и параллельные. Надкрылья на вершине закруглены. Ноги весьма длинные, особенно задние. Бедра утолщены. Окраска в голубоватых и сероватый либо красновато-оранжеватых тонах, надкрылья с черными пятнами и перевязями.
Жуки активны днём, главным образом в солнечную погоду. Часто они встречаются на старых отмирающих деревьях или на поваленных стволах. Яйца откладываются самками в трещины коры и щели древесины деревьев. Цикл развития многолетний. Личинки живут в древесине чаще отмерших деревьев, иногда в зоне пограничной между лубом и камбием. Часто развиваются в зоне переходной между твёрдой и более мягкой древесиной. Взрослые личинки обычно догрызаются до наружной поверхности древесины, где окукливаются.
Численность многих видов сокращается, из-за вырубки старых лесов — основных мест обитания жуков.

## Распространение и местообитание
Представители рода экологически связаны с широколиственными лесами. В Западной и Восточной Европе встречается Rosalia alpina, в Уссурийско-Приморском регионе — Rosalia coelestis, на Алеутских островах и на западном побережье Северной Америки — Rosalia funebris, на Японских островах — Rosalia batesi, 10 видов (Rosalia lameerei, Rosalia lateritia, Rosalia decempunctata и другие) в Южной и особенно Юго-Восточной Азии.

## Виды

Rosalia alpina

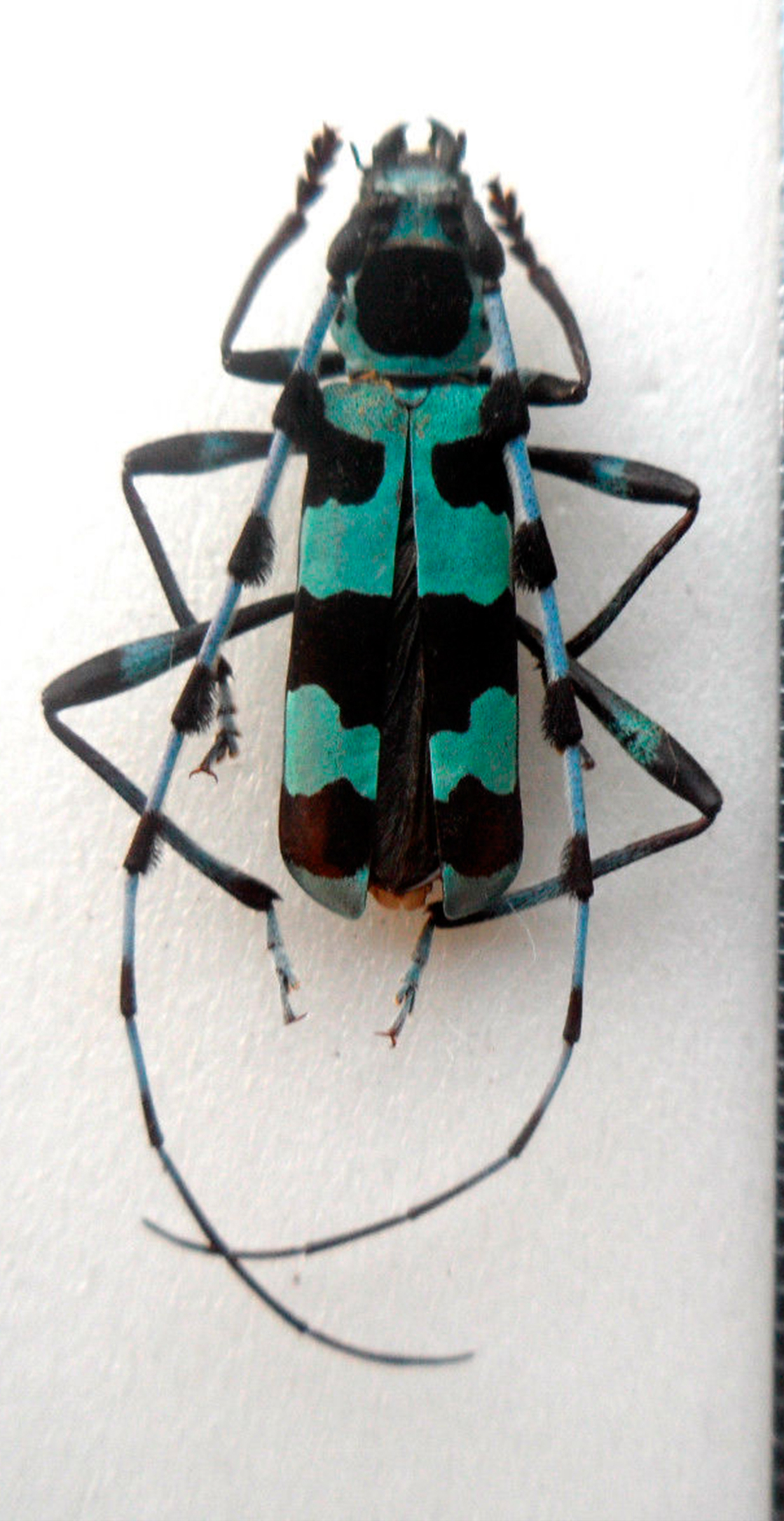
Rosalia coelestis

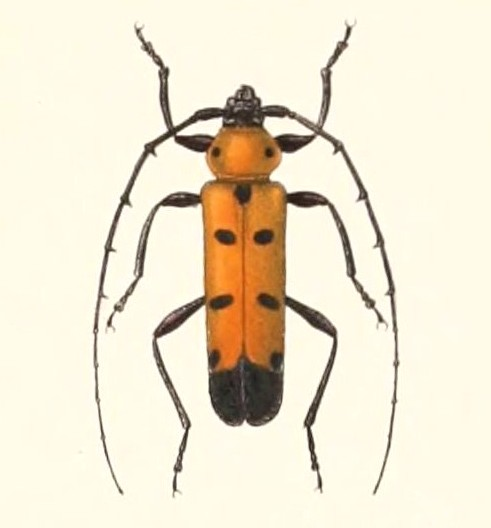
Rosalia borneensis

Род Rosalia включает следующие виды:
- Rosalia alpina (Linnaeus, 1758) – альпийский усач
- Rosalia batesi Harold, 1877
- Rosalia birmanicus (Itzinger, 1943)
- Rosalia borneensis (Rothschild & Jordan, 1893)
- Rosalia bouvieri Boppe, 1910
- Rosalia breveapicalis (Pic, 1946)
- Rosalia coelestis Semenov, 1911 – небесный усач
- Rosalia decempunctata (Westwood, 1848)
- Rosalia dejeani Vuillet, 1911
- Rosalia ferriei Vuillet, 1911
- Rosalia formosa (Saunders, 1839)
- Rosalia funebris Motschulsky, 1845
- Rosalia gravida Lameere, 1887
- Rosalia hariola (Thomson, 1861)
- Rosalia houlberti Vuillet, 1911
- Rosalia inexpectata Ritsema, 1890
- Rosalia kubotai Takakuwa, 1994
- Rosalia laeta Lameere, 1906
- Rosalia lameerei Brongniart, 1890
- Rosalia lateritia (Hope, 1831)
- Rosalia lesnei Boppe, 1911
- Rosalia novempunctata Westwood, 1848
- Rosalia oberthueri Vuillet, 1911
- Rosalia ogurai Takakuwa & Karube, 1997
- Rosalia pachycornis Takakuwa & Karube, 1997
- Rosalia sanguinolenta Takakuwa & Karube, 1997
- Rosalia sondaica Kreische, 1920
- Rosalia splendens Karube, 1996

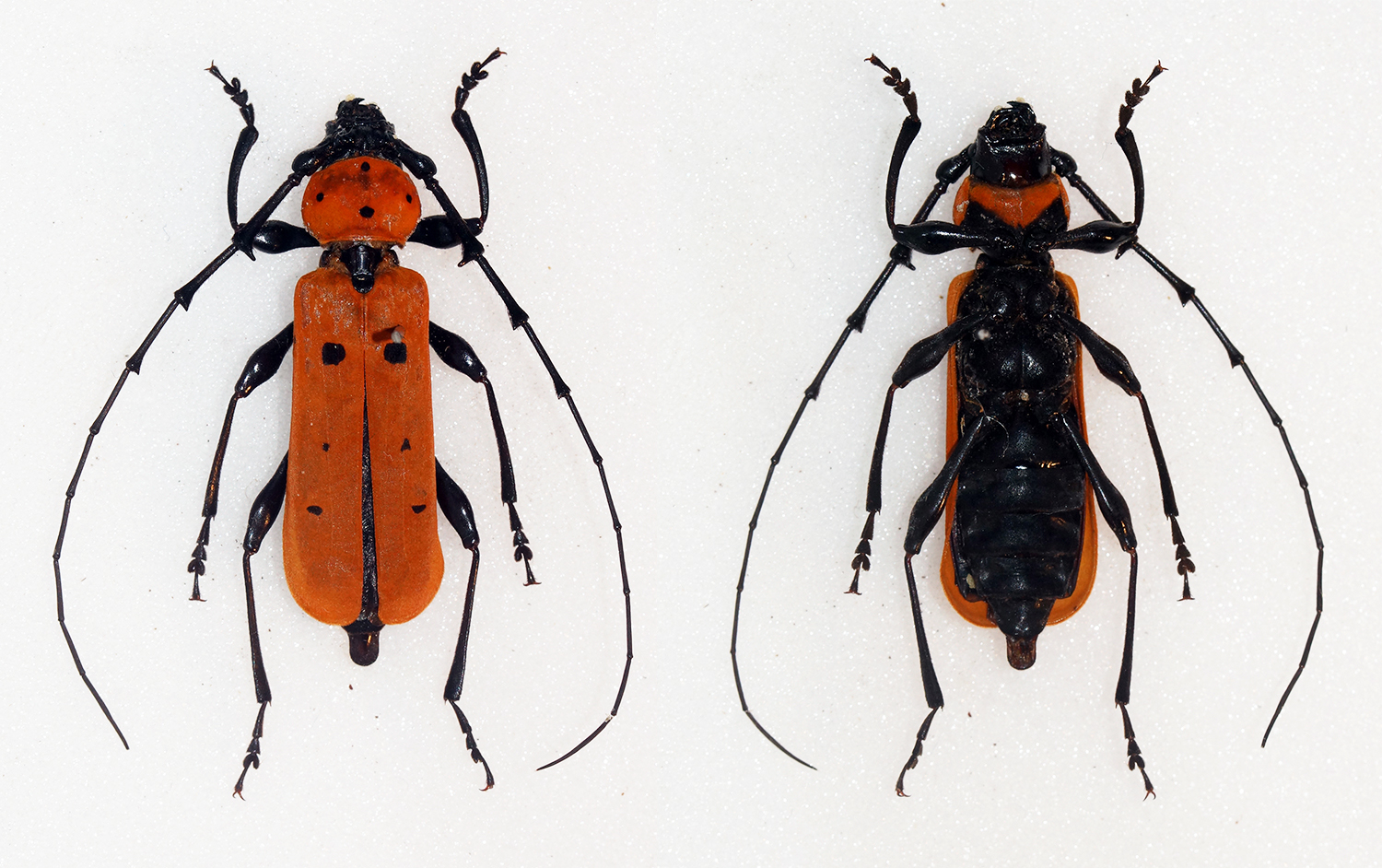
Rosalia laeta
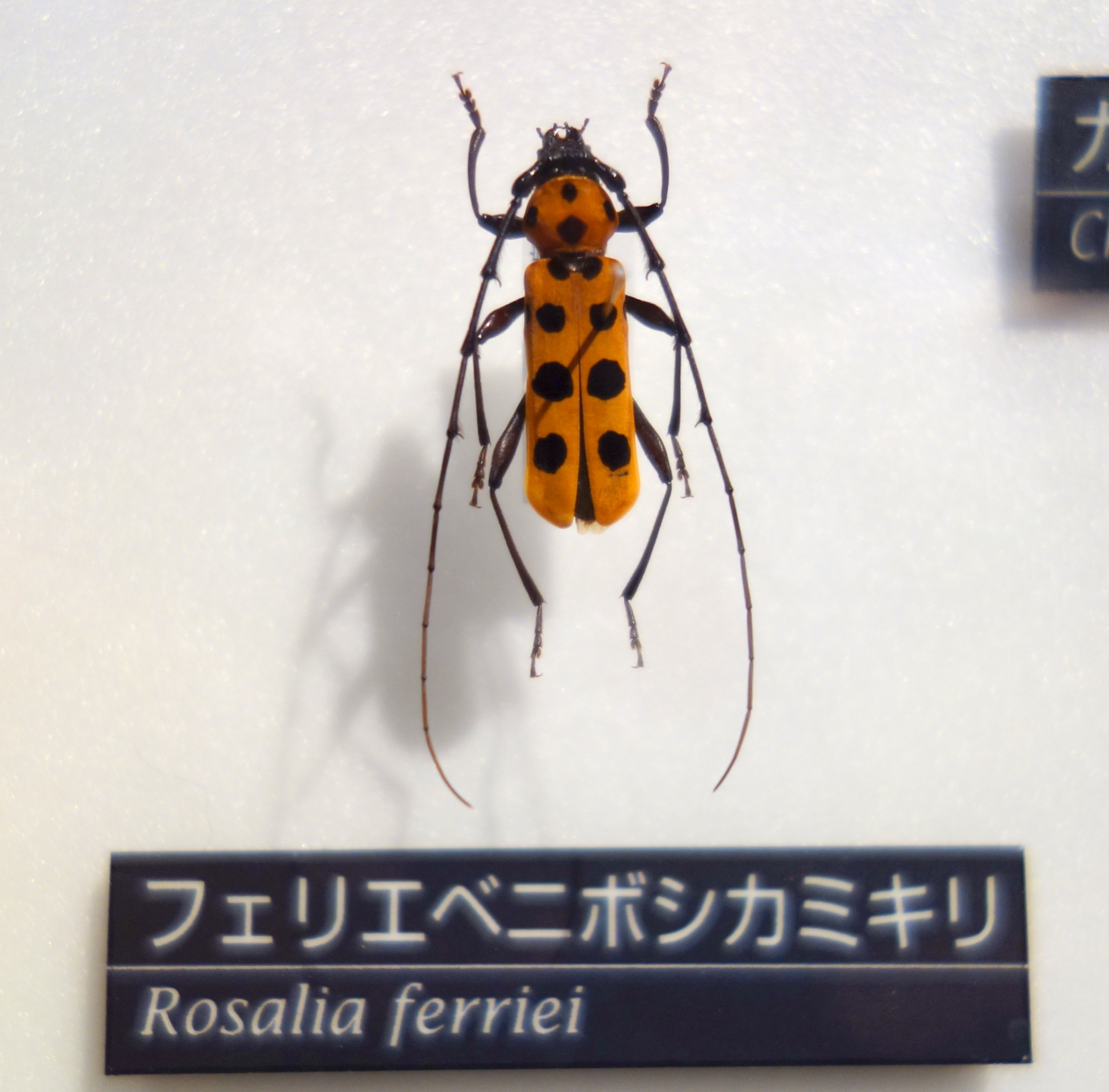
Rosalia ferriei
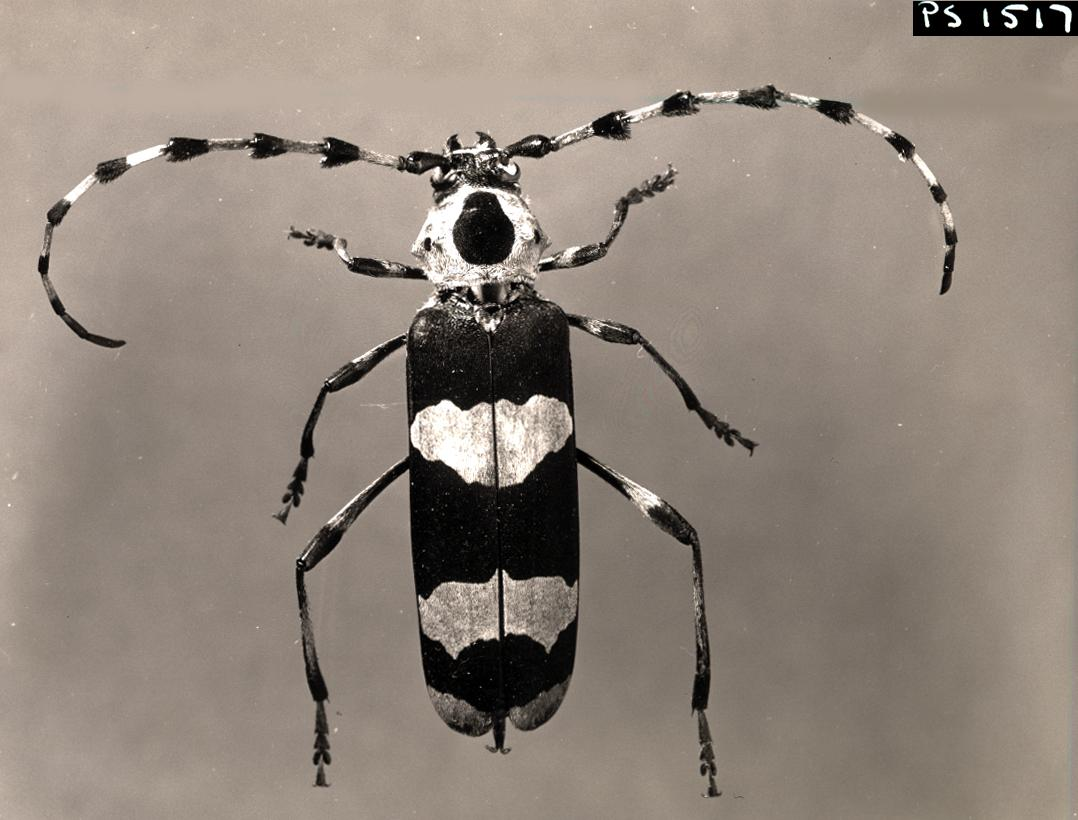
Rosalia funebris